# Wysieka
Wysieka [vɨˈɕeka] (tiếng Đức: Schonklitten)  là một khu định cư ở quận hành chính của Gmina Bartoszyce thuộc huyện Bartoszycki, Warmińsko-Mazurskie, ở miền bắc Ba Lan; nó nằm sát biên giới với tỉnh Kaliningrad của Nga. Nó nằm khoảng 8 kilômét (5 mi) về phía tây bắc của Bartoszyce và 60 km (37 mi) phía bắc thủ đô khu vực Olsztyn.
Trước năm 1945, khu vực này là một phần của Đức (Đông Phổ).